# Nekrolog 4. Quartal 1977
Nekrolog
◄◄
| ◄
| 1973
| 1974
| 1975
| 1976
| 1977 | 1978 | 1979 | 1980 | 1981 | ► | ►►
1. Quartal |
2. Quartal |
3. Quartal |
4. Quartal 1977
Weitere Ereignisse | Allgemeiner Nekrolog 1977
Die Beschreibung der verstorbenen Person sollte so kurz wie möglich gehalten sein und nur deren signifikante Tätigkeit(en) enthalten.
Neue Namen ggf. auch unter dem Geburts- und Sterbedatum, also etwa unter 1. Januar und im Geburts- und Sterbejahr (2024) eintragen (nur bei entsprechender großer Wichtigkeit). Für Beispiele siehe die schon vorhandenen Artikel.
Außerdem über die fünf zuletzt Verstorbenen, zu denen es einen ausreichend guten Artikel für eine Präsentation auf der Hauptseite gibt, nach der todesbedingten Überarbeitung der Artikel ggf. auch unter Wikipedia Diskussion:Hauptseite informieren und sie am besten auch in den anderen Wikipedia-Sprachversionen eintragen. Tipp: Regelmäßig bei news.google.de nach „ist tot“, „gestorben“ oder „verstorben“ suchen.
Wenn eine Person gestorben ist, gibt es viele Seiten zu dieser Person in der Wikipedia, die davon auch betroffen sind und entsprechend aktualisiert werden müssen. Beispiele: Namenübersichtsseite, Geburtsjahr, Geburtsort-Seiten und viele mehr.
Wie finde ich die betroffenen Seiten?
Im Suchfeld auf der linken Seite gibt man den Suchbegriff so ein: „Vorname Nachname“. Dann klickt man auf Volltext und alle Seiten mit entsprechendem Suchtext werden aufgerufen. Hier sieht man dann schnell, wo auch das Todesjahr Sinn macht oder sogar ein Teil des Artikels angepasst werden muss. Auch hilft das „Werkzeug“ auf der linken Seite sehr gut, um solche Seiten aufzufinden: „Links auf diese Seite“. Somit ist die Wikipedia wieder aktuell in allen Bereichen! Hinweis: bei Eintragung der Kategorie „Gestorben JAHR“ wird der Missbrauchsfilter 49 ausgelöst, was jedoch nicht schlimm ist. Siehe: Spezial:Missbrauchsfilter/49
Dies ist eine Liste von im vierten Quartal 1977 verstorbenen bekannten Persönlichkeiten. Die Einträge erfolgen innerhalb der einzelnen Daten alphabetisch sortiert. Tiere sind im Nekrolog für Tiere zu finden.

## November
| Tag          | Name                               | Beruf, bekannt als                                                                                              | Alter | Beleg |
| ------------ | ---------------------------------- | --- | ----- | ----- |
| 1. November  | Franco Albini                      | italienischer Architekt                                                                                         | 72    |       |
| 1. November  | Josefine Allmayer                  | österreichische Scherenschnittkünstlerin                                                                        | 72    |       |
| 1. November  | Giuseppe Cigala Fulgosi            | italienischer Militär, Offizier der italienischen Marine                                                        | 67    |       |
| 1. November  | Peter Demetz-Fëur                  | italienischer Landschaftsmaler (Südtirol)                                                                       | 64    |       |
| 1. November  | Robert von Hirsch                  | deutscher Industrieller und Kunstmäzen                                                                          | 94    |       |
| 1. November  | Ernst Johannsen                    | deutscher Schriftsteller                                                                                        | 79    |       |
| 1. November  | Kurt Lasch                         | deutscher Politiker (NSDAP), MdR und SA-Führer                                                                  | 91    |       |
| 1. November  | David McDaniel                     | US-amerikanischer Science-Fiction-Autor                                                                         | 38    |       |
| 1. November  | Henryk Przeździecki                | polnischer Eishockeytorwart und -trainer sowie Fußballspieler                                                   | 68    |       |
| 1. November  | Jerome Thoms                       | US-amerikanischer Filmeditor                                                                                    | 70    |       |
| 1. November  | Elisabeth Voigt                    | deutsche Malerin und Graphikerin                                                                                | 84    |       |
| 2. November  | Alfred Brockhagen                  | deutscher Politiker (CDU), Abgeordneter der Hamburgischen Bürgerschaft (1953–1970)                              | 88    |       |
| 2. November  | Hermann Dörries                    | deutscher Kirchenhistoriker und Patrologe in Göttingen                                                          | 82    |       |
| 2. November  | Werner Guse                        | deutscher Politiker (SED)                                                                                       | 55    |       |
| 2. November  | Georg Kotek                        | österreichischer Volksmusikkundler                                                                              | 88    |       |
| 2. November  | Gustav Krklec                      | jugoslawischer Dichter                                                                                          | 78    |       |
| 2. November  | Hans Erich Nossack                 | deutscher Schriftsteller                                                                                        | 76    |       |
| 2. November  | Walter Oehmichen                   | deutscher Schauspieler und Regisseur                                                                            | 76    |       |
| 2. November  | Harold E. Stine                    | US-amerikanischer Kameramann                                                                                    | 74    |       |
| 2. November  | Heinz Welke                        | deutscher Pfarrer und Mitglied der Bekennenden Kirche                                                           | 66    |       |
| 2. November  | Herbert Wilk                       | deutscher Schauspieler                                                                                          | 72    |       |
| 3. November  | Edith Bush                         | US-amerikanische Mathematikerin und Hochschullehrerin                                                           | 95    |       |
| 3. November  | Arthur Eden                        | deutscher Kunstmaler                                                                                            | 78    |       |
| 3. November  | Victor Heerman                     | US-amerikanischer Drehbuchautor                                                                                 | 84    |       |
| 3. November  | Ottavio Pratesi                    | italienischer Radrennfahrer                                                                                     | 88    |       |
| 3. November  | Florence Vidor                     | US-amerikanische Schauspielerin der Stummfilmzeit                                                               | 82    |       |
| 4. November  | Betty Balfour                      | englische Filmschauspielerin                                                                                    | 74    |       |
| 4. November  | Héctor Berra                       | argentinischer Weitspringer, Sprinter, Kugelstoßer und Zehnkämpfer                                              | 68    |       |
| 4. November  | Frede Castberg                     | norwegischer Verfassungsjurist                                                                                  | 84    |       |
| 4. November  | Heinz Leo Fischer                  | österreichischer Schauspieler, Regisseur, Hörspielsprecher und Synchronsprecher                                 | 74    |       |
| 4. November  | Jürgen Fuchs                       | deutscher Mann, Todesopfer an der innerdeutschen Grenze                                                         | 30    |       |
| 4. November  | Ragnar Garrett                     | australischer Generalleutnant                                                                                   | 77    |       |
| 4. November  | Greta Keller                       | österreichische Chansonsängerin                                                                                 | 74    |       |
| 4. November  | Tom Reamy                          | US-amerikanischer Schriftsteller                                                                                | 42    |       |
| 5. November  | Karl Banse                         | deutscher Wirtschaftswissenschaftler                                                                            | 76    |       |
| 5. November  | René Goscinny                      | französischer Comic-Autor                                                                                       | 51    |       |
| 5. November  | Guy Lombardo                       | kanadischer Big-Band-Leader                                                                                     | 75    |       |
| 5. November  | Wilhelm Siegel                     | deutscher Pädagoge und Politiker (SPD), MdL                                                                     | 86    |       |
| 5. November  | Alexei Grigorjewitsch Stachanow    | russischer Bergmann, löste durch eine Übererfüllung der Arbeitsnorm die Stachanow-Bewegung aus                  | 71    |       |
| 6. November  | Josef Gorbach                      | österreichischer Theologe, Priester, Publizist und Gründer von behelfsmäßigen Notkirchen in Österreich und P... | 88    |       |
| 6. November  | André le Fèvre                     | niederländischer Fußballspieler                                                                                 | 78    |       |
| 6. November  | Alexander Fjodorowitsch Schischkin | russischer Moralphilosoph                                                                                       | 74    |       |
| 6. November  | Johannes Schmidt                   | deutscher Geistlicher und Politiker (FDP), MdL                                                                  | 75    |       |
| 6. November  | René Valmy                         | französischer Sprinter und Weitspringer                                                                         | 56    |       |
| 7. November  | Eugene Feenberg                    | US-amerikanischer Physiker                                                                                      | 71    |       |
| 7. November  | Fritjof Hillén                     | schwedischer Fußballspieler                                                                                     | 84    |       |
| 07. November | Julio César Nicolares              | uruguayischer Boxer                                                                                             | 74    |       |
| 7. November  | Heinrich Josef Oberheid            | nationalsozialistischer evangelischer Theologe                                                                  | 82    |       |
| 7. November  | Fred Oelßner                       | deutscher Politiker (USPD, KPD, SED), MdV, Mitglied des Politbüros des ZK der SED                               | 74    |       |
| 7. November  | Hertha Spielberg                   | deutsche Malerin                                                                                                | 87    |       |
| 7. November  | James Vicary                       | US-amerikanischer Marktforscher                                                                                 | 62    |       |
| 8. November  | Ludwig Baumer                      | deutscher Psychiater                                                                                            |       |       |
| 8. November  | Matus Ruwimowitsch Bisnowat        | sowjetischer Konstrukteur im Bereich Luftfahrt und Raketentechnik                                               | 72    |       |
| 8. November  | Henri Ey                           | französischer Psychiater                                                                                        | 77    |       |
| 8. November  | Bucky Harris                       | US-amerikanischer Baseballspieler und -trainer                                                                  | 81    |       |
| 8. November  | Albert Wilhelm Kukowka             | deutscher Mediziner                                                                                             | 83    |       |
| 8. November  | Ferdinand May                      | deutscher Möbelhändler, Dramaturg und Autor                                                                     | 81    |       |
| 8. November  | Hans Netter                        | deutscher Physiologe und Biochemiker                                                                            | 78    |       |
| 8. November  | Emil Sörensen                      | deutscher Maschinenbauer und Hochschullehrer                                                                    | 77    |       |
| 8. November  | Georg Wüst                         | deutscher Ozeanograph                                                                                           | 87    |       |
| 9. November  | Gertrude Astor                     | US-amerikanische Schauspielerin                                                                                 | 90    |       |
| 9. November  | Wilma Bayer                        | deutsche Politikerin (SPD), MdL                                                                                 | 68    |       |
| 9. November  | Subarna Shamsher Rana              | nepalesischer Politiker                                                                                         |       |       |
| 9. November  | Paul Renucci                       | französischer Romanist und Italianist                                                                           | 62    |       |
| 9. November  | Oskar von Schab                    | deutscher Maler, Bühnenbildner, Schauspiellehrer und Schauspieler                                               | 76    |       |
| 9. November  | Heinrich Schwarz                   | deutscher Jurist, Maler und Bildhauer                                                                           | 73    |       |
| 10. November | Max Mikorey                        | deutscher Psychiater und Hochschullehrer                                                                        | 78    |       |
| 10. November | Adolf Populorum                    | österreichischer Politiker (SPÖ), Abgeordneter zum Nationalrat, Mitglied des Bundesrates                        | 77    |       |
| 10. November | Dennis Wheatley                    | britischer Schriftsteller                                                                                       | 80    |       |
| 11. November | Reinhold F. Bender                 | deutscher Jurist und Politiker (GB/BHE, CDU), MdB                                                               | 69    |       |
| 11. November | Leif Enger                         | norwegischer Schauspieler, Theaterleiter, Komponist und Sänger                                                  | 77    |       |
| 11. November | Peter Grünig                       | Schweizer Politiker und Forstingenieur                                                                          | 54    |       |
| 11. November | Mimi Gstöttner-Auer                | österreichische Schauspielerin                                                                                  | 91    |       |
| 11. November | Richard Horn                       | deutscher Interbrigadist und Oberstleutnant des Ministeriums für Staatssicherheit                               | 73    |       |
| 11. November | Stanley A. Prokop                  | US-amerikanischer Politiker                                                                                     | 68    |       |
| 12. November | Walter Behrens                     | nationalsozialistischer Oberbürgermeister Kiels                                                                 | 88    |       |
| 12. November | Edwin Hennig                       | deutscher Paläontologe                                                                                          | 95    |       |
| 12. November | Hermann Kleemann                   | deutscher SS-Oberscharführer im KZ Auschwitz                                                                    | 62    |       |
| 12. November | William Murray                     | australischer Leichtathlet                                                                                      | 95    |       |
| 12. November | Heinrich Oenning                   | deutscher Geistlicher und NS-Opfer                                                                              | 73    |       |
| 12. November | Ernst Riggert                      | deutscher Pädagoge, Journalist und Verleger                                                                     | 75    |       |
| 12. November | Ingrid Schubert                    | deutsche Terroristin der RAF                                                                                    | 33    |       |
| 12. November | Joachim Wolff                      | deutscher Jurist und Politiker (CDU), MdA                                                                       | 59    |       |
| 13. November | Heinrich Buchgeister               | deutscher Meister im Speer- und Diskuswurf                                                                      | 86    |       |
| 13. November | Constantin C. Giurescu             | rumänischer Historiker und Hochschullehrer                                                                      | 76    |       |
| 13. November | Joseph Lefftz                      | elsässischer Volkskundler und Literaturwissenschaftler                                                          | 89    |       |
| 13. November | José Ramón Medina Echavarría       | spanischer Soziologe                                                                                            | 73    |       |
| 13. November | Aron Pollitz                       | Schweizer Fußballspieler                                                                                        | 81    |       |
| 13. November | Hugo Edward Ryan                   | australischer Bischof                                                                                           | 89    |       |
| 13. November | Gustav Scanzoni von Lichtenfels    | deutscher Rechtsanwalt, Justitiar und Manager                                                                   | 92    |       |
| 14. November | Richard Addinsell                  | britischer Filmkomponist                                                                                        | 73    |       |
| 14. November | A. C. Bhaktivedanta Prabhupada     | indischer Kommentator und Übersetzer von Sanskritwerken sowie geistiger Meister und Gründer der ISKCON          | 81    |       |
| 14. November | Hermann Bräuning-Oktavio           | deutscher Germanist und Verleger                                                                                | 89    |       |
| 14. November | Jakob Nef                          | Schweizer Karikaturist                                                                                          | 81    |       |
| 14. November | Roberto Pineda Duque               | kolumbianischer Komponist                                                                                       | 67    |       |
| 14. November | Heinrich Vogel                     | deutscher marxistischer Philosoph                                                                               | 45    |       |
| 15. November | Albert E. Brumley                  | US-amerikanischer Komponist und Musikverleger                                                                   | 72    |       |
| 15. November | Andreas Feickert                   | deutscher nationalsozialistischer Studentenfunktionär                                                           | 67    |       |
| 15. November | Georges Friedmann                  | französischer Soziologe und Philosoph                                                                           | 75    |       |
| 15. November | Robert Gys                         | französischer Filmarchitekt                                                                                     | 76    |       |
| 15. November | Tore Holm                          | schwedischer Segler                                                                                             | 80    |       |
| 15. November | Werner Juker                       | Schweizer Autor von Mundarthörspielen                                                                           | 84    |       |
| 15. November | William C. McGann                  | US-amerikanischer Filmregisseur, Spezialeffektdesigner und Kameramann                                           | 84    |       |
| 15. November | Luis Piazza                        | italienischer Bildhauer und Maler (Südtirol)                                                                    | 69    |       |
| 15. November | Serafín Pró                        | kubanischer Komponist und Chordirigent                                                                          | 71    |       |
| 16. November | Erich Behnke                       | deutscher Politiker, Journalist und Chefredakteur (KPD/SED)                                                     | 84    |       |
| 16. November | Friedrich Boedecker                | deutscher Chemiker und Manager                                                                                  | 94    |       |
| 16. November | Bertie Donnelly                    | irischer Radrennfahrer                                                                                          | 83    |       |
| 16. November | Charlotte von Monaco               | monegassische Adelige, Mutter von Fürst Rainier III von Monaco                                                  | 79    |       |
| 16. November | Eduard Rauterberg                  | deutscher Agrikulturchemiker                                                                                    | 79    |       |
| 16. November | Earl Sponable                      | US-amerikanischer Tontechniker                                                                                  | 82    |       |
| 16. November | Franz Xaver Stahl                  | deutscher Tiermaler und Hochschullehrer                                                                         | 76    |       |
| 16. November | William Tummel                     | US-amerikanischer Regieassistent                                                                                | 85    |       |
| 16. November | Maria von Wedemeyer                | deutsche Informatikerin und Managerin                                                                           | 53    |       |
| 17. November | Karl Berbuer                       | deutscher Komponist, Krätzchen- und Schlagersänger                                                              | 77    |       |
| 17. November | Victor Francen                     | belgischstämmiger Schauspieler beim französischen und US-amerikanischen Film                                    | 88    |       |
| 17. November | Ansor Kiknadse                     | sowjetischer Judoka                                                                                             | 43    |       |
| 17. November | Lajos Lesznai                      | ungarischer Musikwissenschaftler                                                                                | 72    |       |
| 17. November | Basilius Niederberger              | Schweizer Benediktiner und Abt des Klosters Mariastein                                                          | 84    |       |
| 17. November | Ernst Sommerlad                    | deutscher Architekt                                                                                             | 82    |       |
| 17. November | Alexander Welbat                   | deutscher Schauspieler, Synchronsprecher und Kabarettist                                                        | 50    |       |
| 18. November | Wilhelm Dröscher                   | deutscher Politiker (SPD), MdL, MdB, MdEP                                                                       | 57    |       |
| 18. November | Hubertus Freiherr von Elverfeldt   | deutscher Politiker (CDU), MdL                                                                                  | 75    |       |
| 18. November | Teddi King                         | US-amerikanische Jazz- und Pop-Sängerin                                                                         | 48    |       |
| 18. November | Hermann Lagershausen               | deutscher Ingenieur                                                                                             | 75    |       |
| 18. November | Davey O’Brien                      | US-amerikanischer American-Football-Spieler und Gewinner der Heisman Trophy 1938                                | 60    |       |
| 18. November | Kurt Schuschnigg                   | österreichischer Politiker (VF), Bundeskanzler, Abgeordneter zum Nationalrat                                    | 79    |       |
| 18. November | Bruno Vagedes                      | deutscher Politiker (CDU), MdL                                                                                  | 74    |       |
| 19. November | Chester Arnold                     | US-amerikanischer Paläobotaniker und Botaniker                                                                  | 76    |       |
| 19. November | Sonny Criss                        | US-amerikanischer Jazz-Altsaxophonist des Hardbop                                                               | 50    |       |
| 19. November | Sergei Eduardowitsch Frisch        | russischer Physiker und Hochschullehrer                                                                         | 78    |       |
| 19. November | Barthel Gilles                     | deutscher Maler der Neuen Sachlichkeit                                                                          | 86    |       |
| 19. November | Heinrich Greiner                   | deutscher Offizier, zuletzt Generalleutnant im Zweiten Weltkrieg                                                | 82    |       |
| 19. November | Josef Kiefer                       | deutscher Politiker (CSU)                                                                                       | 72    |       |
| 19. November | Carleton J. King                   | US-amerikanischer Politiker                                                                                     | 73    |       |
| 19. November | Wilhelm Kleinsorge                 | deutscher, in Japan wirkender Jesuit                                                                            | 71    |       |
| 19. November | Christa Landon                     | österreichische Musikerin und Musikforscherin                                                                   | 56    |       |
| 19. November | Hermann Noack                      | deutscher Philosoph                                                                                             | 82    |       |
| 19. November | Günther Pröhl                      | deutscher Verwaltungsbeamter im Reichskommissariat Ostland                                                      | 82    |       |
| 19. November | Karl Taus                          | österreichischer SS-Brigadeführer                                                                               | 84    |       |
| 19. November | Arno Wetzel                        | deutscher Zoologe und Hochschullehrer                                                                           | 87    |       |
| 20. November | Theodor Jakobus Aden               | deutscher Chemiker                                                                                              | 74    |       |
| 20. November | Max Allwein                        | deutscher Politiker (BP), MdL                                                                                   | 72    |       |
| 20. November | Franz Baur                         | deutscher Meteorologe                                                                                           | 90    |       |
| 20. November | Lester Koenig                      | US-amerikanischer Musikproduzent                                                                                | 58    |       |
| 20. November | Conrad Letendre                    | kanadischer Organist, Komponist und Musikpädagoge                                                               | 73    |       |
| 20. November | Anton Tesarek                      | österreichischer Pädagoge und Gründer der sozialdemokratische Jugendorganisation Rote Falken                    | 81    |       |
| 21. November | Richard Carlson                    | US-amerikanischer Schauspieler                                                                                  | 65    |       |
| 21. November | Don Jean Colombani                 | französischer Kolonialbeamter und Diplomat                                                                      | 74    |       |
| 21. November | Christopher Goetze                 | US-amerikanischer Geophysiker                                                                                   |       |       |
| 21. November | Hartmut Gründler                   | deutscher Autor, Selbstverbrennung als Protest gegen „Lügen“ in der Atompolitik                                 | 47    |       |
| 21. November | Boško Kajganić                     | jugoslawischer Torwart                                                                                          |       |       |
| 21. November | Boris Borissowitsch Rodendorf      | russischer Paläontologe und Entomologe                                                                          | 73    |       |
| 21. November | Paul Schöffler                     | deutscher Opernsänger (Bassbariton)                                                                             | 80    |       |
| 21. November | Karl Schultz                       | deutscher Politiker (NSDAP), MdR, MdL                                                                           | 75    |       |
| 21. November | Jules Schyl                        | schwedischer Zeichenlehrer, Maler, Grafiker und Karikaturist                                                    | 84    |       |
| 21. November | Maxie Wander                       | österreichische Schriftstellerin                                                                                | 44    |       |
| 22. November | Hans Ball                          | deutscher Eisenbahningenieur, Leiter der Reichsbahndirektion Saarbrücken                                        | 78    |       |
| 22. November | Emil Hayer                         | deutscher Kommunalpolitiker                                                                                     | 90    |       |
| 22. November | Luigi Traglia                      | italienischer Geistlicher, Kurienkardinal der römisch-katholischen Kirche                                       | 82    |       |
| 23. November | Gertrud Kraus                      | österreichisch-israelische Ausdruckstänzerin, Choreografin und Tanzpädagogin                                    | 76    |       |
| 23. November | Walter Krebs                       | deutscher Hochschullehrer                                                                                       | 87    |       |
| 24. November | Reidar Aulie                       | norwegischer Maler                                                                                              | 73    |       |
| 24. November | Matthias Meixner                   | österreichischer Politiker (GDVP, Landbund), MdL (Burgenland)                                                   | 83    |       |
| 24. November | Arlindo Vicente                    | portugiesischer Anwalt und Maler                                                                                | 71    |       |
| 25. November | Matija Bravničar                   | slowenischer Komponist                                                                                          | 80    |       |
| 25. November | Manutschehr Eghbal                 | iranischer Politiker, Ministerpräsident des Iran                                                                | 68    |       |
| 25. November | Hermann Hansing                    | deutscher Politiker (SPD), MdBB, MdB                                                                            | 69    |       |
| 25. November | Tommy Prince                       | kanadischer Indianer                                                                                            | 62    |       |
| 26. November | Karl Lüdecke                       | deutscher Zeichner und Bildhauer                                                                                | 81    |       |
| 26. November | Ruth Moufang                       | deutsche Mathematikerin                                                                                         | 72    |       |
| 26. November | Karl Ströher                       | deutscher Unternehmer und Kunstmäzen                                                                            | 87    |       |
| 26. November | Carla Stümpel-Schlichthaar         | deutsche Tanzpädagogin                                                                                          | 76    |       |
| 27. November | Friedrich Knolle                   | deutscher Buchhändler und Gaukulturwart                                                                         | 74    |       |
| 27. November | Tom Neale                          | neuseeländischer Einsiedler und Überlebenskünstler                                                              | 75    |       |
| 28. November | Davide Baiardo                     | italienischer Schwimmer                                                                                         | 89    |       |
| 28. November | Harold Cagle                       | US-amerikanischer Sprinter                                                                                      | 64    |       |
| 28. November | Daniel Chalonge                    | französischer Astronom                                                                                          | 82    |       |
| 28. November | Alfred Kuhnert                     | deutscher Generalmajor im Zweiten Weltkrieg                                                                     | 79    |       |
| 28. November | Josef Mages                        | deutscher Bildhauer und Professor an der Staatlichen Kunstakademie in Düsseldorf                                | 82    |       |
| 28. November | John Little McClellan              | US-amerikanischer Politiker                                                                                     | 81    |       |
| 28. November | Hans Möbius                        | deutscher Klassischer Archäologe                                                                                | 82    |       |
| 28. November | Joseph Ossanna                     | US-amerikanischer Informatiker                                                                                  | 48    |       |
| 28. November | Vincenz Ludwig Ostry               | österreichischer Journalist                                                                                     | 80    |       |
| 28. November | Mihály Pataki                      | ungarischer Fußballspieler und -trainer                                                                         | 83    |       |
| 28. November | Helmut Pfannmüller                 | deutscher Bauingenieur, Rektor der TH Hannover (1943–1945)                                                      | 75    |       |
| 28. November | Michail Israilewitsch Waiman       | sowjetischer Geiger und Hochschullehrer                                                                         | 50    |       |
| 28. November | Roger Zami                         | französischer Boxer                                                                                             | 36    |       |
| 29. November | George H. Combs                    | US-amerikanischer Politiker                                                                                     | 78    |       |
| 29. November | Rudolf Detering                    | deutscher lutherischer Theologe und Landessuperintendent des Sprengels Hildesheim der Evangelisch-lutherisch... | 85    |       |
| 29. November | Erich Schlüter                     | deutscher Richter und Vertriebenenfunktionär                                                                    | 74    |       |
| 30. November | Antonio Almorós                    | spanischer Schauspieler                                                                                         | 55    |       |
| 30. November | Thomas Corbett, 2. Baron Rowallan  | britischer Gouverneur von Tasmanien                                                                             | 81    |       |
| 30. November | Miloš Crnjanski                    | serbischer Dichter, Erzähler, Reisebeschreiber und Bühnendichter                                                | 84    |       |
| 30. November | Erika Netzer                       | österreichische Skirennläuferin                                                                                 | 40    |       |
| 30. November | Olga Petrova                       | englische Schauspielerin, Drehbuchautorin und Dramatikerin                                                      | 93    |       |
| 30. November | Terence Rattigan                   | britischer Dramatiker und Drehbuchautor                                                                         | 66    |       |
| 30. November | Roger Rolhion                      | französischer Fußballspieler und -trainer                                                                       | 68    |       |
| 30. November | Ludwig Wieder                      | deutscher Fußballspieler                                                                                        | 77    |       |
| 30. November | Wu Youxun                          | chinesischer Physiker                                                                                           | 80    |       |
| November     | George Herbert Walker, Jr.         | US-amerikanischer Kaufmann                                                                                      |       |       |

## Dezember
| Tag          | Name                                  | Beruf, bekannt als                                                                                              | Alter | Beleg |
| ------------ | ------------------------------------- | --- | ----- | ----- |
| 1. Dezember  | Rainer Günzler                        | deutscher Moderator und Rennfahrer                                                                              | 50    |       |
| 1. Dezember  | Kaionji Chōgorō                       | japanischer Schriftsteller                                                                                      | 76    |       |
| 1. Dezember  | Kenneth May                           | US-amerikanischer Mathematikhistoriker                                                                          | 62    |       |
| 1. Dezember  | Friedrich Scherer                     | deutscher Politiker (SPD), MdBB                                                                                 | 55    |       |
| 1. Dezember  | Philipp Schwartz                      | deutscher Pathologe                                                                                             | 83    |       |
| 1. Dezember  | Teun Struycken                        | niederländischer Politiker                                                                                      | 70    |       |
| 1. Dezember  | Sonja Wilken                          | deutsche Schauspielerin und Kabarettistin                                                                       | 48    |       |
| 2. Dezember  | Otto Adam                             | deutscher Florett- und Säbelfechter                                                                             | 68    |       |
| 2. Dezember  | Ernst Ditton                          | deutscher Beamter                                                                                               | 65    |       |
| 2. Dezember  | Francisco Esteves Dias                | portugiesischer Ordensgeistlicher, Bischof von Luso                                                             | 57    |       |
| 2. Dezember  | Hanns Gläser                          | deutscher Forstwissenschaftler                                                                                  | 74    |       |
| 2. Dezember  | Zygmunt Michelis                      | lutherischer Theologe und Bischof-Adjunkt in Polen                                                              | 87    |       |
| 2. Dezember  | Leonardo Viera Contreras              | mexikanischer Geistlicher, Bischof von Ciudad Guzmán                                                            | 70    |       |
| 2. Dezember  | Ilia Wekua                            | georgischer Mathematiker                                                                                        | 70    |       |
| 3. Dezember  | Jack Beresford                        | britischer Ruderer und Olympiasieger                                                                            | 78    |       |
| 3. Dezember  | Ferdinand Guillaume                   | französisch-italienischer Schauspieler, Komiker, Stummfilmregisseur und Autor                                   | 90    |       |
| 3. Dezember  | Rudolf Kompfner                       | britisch-österreichischer Ingenieur, Erfinder und Physiker                                                      | 68    |       |
| 4. Dezember  | Wolfgang Diewerge                     | deutscher Journalist und Intendant                                                                              | 71    |       |
| 4. Dezember  | Mario García Incháustegui             | kubanischer Botschafter                                                                                         | 53    |       |
| 4. Dezember  | Leila Hyams                           | US-amerikanische Filmschauspielerin                                                                             | 72    |       |
| 4. Dezember  | Sijtse Jansma                         | niederländischer Tauzieher                                                                                      | 79    |       |
| 4. Dezember  | Rudolf Küstermeier                    | deutscher Journalist und Widerstandskämpfer                                                                     | 74    |       |
| 4. Dezember  | Fritz Oellers                         | deutscher Politiker (FDP), MdB                                                                                  | 74    |       |
| 4. Dezember  | Winfried von Wedel-Parlow             | deutscher Kommunalpolitiker                                                                                     | 59    |       |
| 5. Dezember  | David K. E. Bruce                     | US-amerikanischer Diplomat und Politiker                                                                        | 79    |       |
| 5. Dezember  | Franz R. Friedl                       | österreichischer Bratschist, Komponist und Filmkomponist                                                        | 85    |       |
| 5. Dezember  | Ursula Herwig                         | deutsche Schauspielerin und Synchronsprecherin                                                                  | 42    |       |
| 5. Dezember  | Rahsaan Roland Kirk                   | US-amerikanischer Saxophonist und Multi-Instrumentalist                                                         | 41    |       |
| 5. Dezember  | Jon Mårdalen                          | norwegischer Skilangläufer                                                                                      | 82    |       |
| 5. Dezember  | Rémy Principe                         | italienischer Komponist, Violinist und Musikpädagoge                                                            | 88    |       |
| 5. Dezember  | Erkki Rajala                          | finnischer Skispringer                                                                                          | 54    |       |
| 5. Dezember  | Alexander Michailowitsch Wassilewski  | sowjetischer Marschall und Verteidigungsminister                                                                | 82    |       |
| 6. Dezember  | Andrew Auld                           | US-amerikanischer Fußballspieler                                                                                | 77    |       |
| 6. Dezember  | Adolf Bucher                          | Schweizer Politiker (SP)                                                                                        | 99    |       |
| 6. Dezember  | August Heinrichsbauer                 | deutscher Wirtschaftsjournalist und Lobbyist                                                                    | 87    |       |
| 6. Dezember  | Georg Vest                            | dänischer Turner                                                                                                | 81    |       |
| 7. Dezember  | Albert Andersen                       | dänischer Langstreckenläufer                                                                                    | 86    |       |
| 7. Dezember  | George Ewart Bean                     | englischer Klassischer Philologe und Epigraphiker                                                               |       |       |
| 7. Dezember  | Lawrence R. Ellzey                    | US-amerikanischer Politiker                                                                                     | 86    |       |
| 7. Dezember  | Basil Embry                           | britischer Luftwaffenoffizier                                                                                   | 75    |       |
| 7. Dezember  | Peter Carl Goldmark                   | US-amerikanischer Ingenieur                                                                                     | 71    |       |
| 7. Dezember  | Georges Grignard                      | französischer Rennfahrer                                                                                        | 72    |       |
| 7. Dezember  | David Holden                          | britischer Journalist und Autor                                                                                 | 53    |       |
| 7. Dezember  | Peter La Baume                        | deutscher Prähistoriker                                                                                         | 61    |       |
| 7. Dezember  | Hans-Joachim Rechenberg               | deutscher Journalist, Pressereferent von Reichswirtschaftsminister Walther Funk und in der Nachkriegszeit Mi... | 67    |       |
| 7. Dezember  | Alois Schwabl                         | österreichischer Kugelstoßer                                                                                    | 65    |       |
| 7. Dezember  | Peterpaul Weiss                       | deutscher Gebrauchsgrafiker                                                                                     | 72    |       |
| 7. Dezember  | Georg Wörtge                          | deutscher Schauspieler, Operettenbuffo, Theaterdirektor und Regisseur                                           | 89    |       |
| 8. Dezember  | Werner Fischel                        | deutscher akademischer Vertreter der Ethologie                                                                  | 77    |       |
| 8. Dezember  | Ernő Nagy                             | ungarischer Fechter                                                                                             | 79    |       |
| 8. Dezember  | Alma Seidler                          | österreichische Film- und Theaterschauspielerin                                                                 | 78    |       |
| 8. Dezember  | Coen van Veenhuijsen                  | niederländischer Stabhochspringer                                                                               | 91    |       |
| 9. Dezember  | Rezső Dillinger                       | ungarischer Eiskunstläufer                                                                                      | 80    |       |
| 9. Dezember  | Franz Dreher                          | deutscher Politiker (Zentrum, CDU), MdL                                                                         | 79    |       |
| 9. Dezember  | Clarice Lispector                     | brasilianische Schriftstellerin                                                                                 | 56    |       |
| 10. Dezember | Carlo Biotti                          | italienischer Richter und Sportdirektor                                                                         |       |       |
| 10. Dezember | João Batista Muniz                    | brasilianischer Ordensgeistlicher, Bischof von Barra                                                            | 77    |       |
| 10. Dezember | Ralph Edward Oesper                   | US-amerikanischer Chemiehistoriker und Chemiker                                                                 | 91    |       |
| 10. Dezember | Adolph Rupp                           | US-amerikanischer Basketballtrainer                                                                             | 76    |       |
| 10. Dezember | Azucena Villaflor                     | argentinische Sozialaktivistin                                                                                  | 53    |       |
| 10. Dezember | Carl Wagner                           | deutscher Physikochemiker                                                                                       | 76    |       |
| 11. Dezember | Rudolf Mäder                          | Schweizer Politiker                                                                                             | 74    |       |
| 11. Dezember | Luis Humberto Salgado                 | ecuadorianischer Komponist und Pianist                                                                          | 74    |       |
| 11. Dezember | Paul Wiese                            | deutscher Komponist                                                                                             | 83    |       |
| 12. Dezember | Raymond Bernard                       | französischer Filmregisseur und Drehbuchautor                                                                   | 86    |       |
| 12. Dezember | Frank Boucher                         | kanadischer Eishockeyspieler und -trainer                                                                       | 76    |       |
| 12. Dezember | Eva Brinkman                          | deutsche Bildhauerin und Zeichnerin                                                                             | 81    |       |
| 12. Dezember | Clementine Churchill                  | britische Ehefrau von Winston Churchill                                                                         | 92    |       |
| 12. Dezember | Gaston Delaplane                      | französischer Ruderer und Bahnradsportler                                                                       | 95    |       |
| 12. Dezember | Arthur Erdélyi                        | ungarisch-britischer Mathematiker                                                                               | 69    |       |
| 12. Dezember | Claude Hubert                         | französischer Geher                                                                                             | 63    |       |
| 12. Dezember | Wilhelm Stör                          | deutscher Kunstflieger                                                                                          | 84    |       |
| 13. Dezember | Oğuz Atay                             | türkischer Schriftsteller                                                                                       | 43    |       |
| 13. Dezember | Héctor Méndez                         | argentinischer Boxer                                                                                            | 80    |       |
| 13. Dezember | Charles Petrie                        | britischer Historiker                                                                                           | 82    |       |
| 13. Dezember | Bruno Trawinski                       | deutscher Politiker (Zentrum, CDU), MdL                                                                         | 84    |       |
| 13. Dezember | Leonid Tschytschkan                   | sowjetisch-ukrainischer Maler                                                                                   | 66    |       |
| 14. Dezember | Martin Abendroth                      | deutscher Opernsänger (Bassbariton) und Gesangspädagoge                                                         | 94    |       |
| 14. Dezember | Sydney James Butlin                   | australischer Wirtschaftswissenschaftler und -historiker                                                        | 67    |       |
| 14. Dezember | Franz Mayer                           | deutscher Rechtswissenschaftler                                                                                 | 57    |       |
| 14. Dezember | Andreas Paulsen                       | deutscher Wirtschaftswissenschaftler und Rektor der Freien Universität Berlin                                   | 78    |       |
| 14. Dezember | Manuel Sandoval Vallarta              | mexikanischer Physiker                                                                                          | 78    |       |
| 14. Dezember | Werner Wemheuer                       | deutscher Kapellmeister, Komponist und Arrangeur                                                                | 78    |       |
| 14. Dezember | Leo Westhues                          | deutscher Politiker (CDU), MdL                                                                                  | 57    |       |
| 15. Dezember | Hans Diller                           | deutscher Klassischer Philologe und Medizinhistoriker                                                           | 72    |       |
| 15. Dezember | Alexander Arkadjewitsch Galitsch      | sowjetischer Lyriker, Dramatiker und Schauspieler                                                               | 59    |       |
| 15. Dezember | Halvdan Eyvind Stokke                 | norwegischer Politiker (Arbeiterpartei), Mitglied des Storting und Eisenbahnmanager                             | 77    |       |
| 15. Dezember | Walther Sundermeyer                   | deutscher Verwaltungsjurist und Landrat                                                                         | 77    |       |
| 15. Dezember | Walter von Wecus                      | deutscher Maler, Grafiker, Bühnenbildner und Hochschullehrer                                                    | 84    |       |
| 16. Dezember | Gustaf Aulén                          | schwedischer Geistlicher, Theologe und Bischof                                                                  | 98    |       |
| 16. Dezember | Otto Block                            | deutscher Architekt                                                                                             | 76    |       |
| 16. Dezember | Erich Cramer                          | deutscher Verleger                                                                                              | 73    |       |
| 16. Dezember | Risto Jarva                           | finnischer Filmregisseur                                                                                        | 43    |       |
| 16. Dezember | Otto Klewitz                          | deutscher Ministerialbeamter                                                                                    | 91    |       |
| 16. Dezember | Yngve Larsson                         | schwedischer Politiker und Reichstagsabgeordneter                                                               | 96    |       |
| 16. Dezember | Rikard Long                           | färöischer Dichter und Literaturkritiker                                                                        | 88    |       |
| 16. Dezember | Thomas Schippers                      | US-amerikanischer Dirigent                                                                                      | 47    |       |
| 16. Dezember | Roop Singh                            | indischer Hockeyspieler                                                                                         | 67    |       |
| 16. Dezember | Johan Sundkvist                       | schwedischer Langstreckenläufer                                                                                 | 88    |       |
| 17. Dezember | Ralph Cochrane                        | britischer Luftwaffenoffizier                                                                                   | 82    |       |
| 17. Dezember | Francis Clyde Duffy                   | US-amerikanischer Politiker                                                                                     | 87    |       |
| 17. Dezember | Raoul Follereau                       | französischer Schriftsteller und Journalist                                                                     | 74    |       |
| 17. Dezember | Werner Gimm                           | deutscher Geotechniker                                                                                          | 60    |       |
| 17. Dezember | Annemarie von Jakimow-Kruse           | deutsche Malerin                                                                                                | 88    |       |
| 17. Dezember | Alfred Janetzki                       | preußischer Landrat                                                                                             | 97    |       |
| 17. Dezember | S. L. A. Marshall                     | US-amerikanischer Kriegsberichterstatter und Militärhistoriker                                                  | 77    |       |
| 17. Dezember | Joseph Pritz                          | österreichischer katholischer Fundamentaltheologe                                                               | 64    |       |
| 17. Dezember | Karl Tobisch-Labotýn                  | österreichischer Architekt                                                                                      | 80    |       |
| 17. Dezember | Benny de Weille                       | deutscher Swingklarinettist, Komponist, Arrangeur, Bandleader und Musikproduzent                                | 62    |       |
| 18. Dezember | James Bowes-Lyon                      | britischer Generalmajor                                                                                         | 60    |       |
| 18. Dezember | Hedwig Dinkel                         | erste staatlich geprüfte Ärztin in Württemberg                                                                  | 92    |       |
| 18. Dezember | Marriner S. Eccles                    | US-amerikanischer Unternehmer und Vorsitzender des Federal Reserve Boards                                       | 87    |       |
| 18. Dezember | Jakow Wladimirowitsch Flier           | russischer Pianist                                                                                              | 65    |       |
| 18. Dezember | Friedrich Sedlak                      | österreichischer Violinist und Dirigent                                                                         | 82    |       |
| 18. Dezember | Louis Untermeyer                      | US-amerikanischer Dichter                                                                                       | 92    |       |
| 19. Dezember | Emil Beischläger                      | österreichischer Maler                                                                                          | 80    |       |
| 19. Dezember | Oskar Brázda                          | tschechischer Maler und Bildhauer                                                                               | 90    |       |
| 19. Dezember | Ellen Brockhöft                       | deutsche Eiskunstläuferin                                                                                       | 84    |       |
| 19. Dezember | Harry J. Davenport                    | US-amerikanischer Politiker                                                                                     | 75    |       |
| 19. Dezember | Jan Knothe                            | polnischer Architekt, Grafiker und Dichter                                                                      | 65    |       |
| 19. Dezember | Maria Krahn                           | deutsche Schauspielerin und Synchronsprecherin                                                                  | 81    |       |
| 19. Dezember | Kurita Takeo                          | japanischer Militär, Vizeadmiral der Kaiserlich Japanischen Marine im Pazifikkrieg während des Zweiten Weltk... | 88    |       |
| 19. Dezember | Felix Mehlhorn                        | deutscher Tischler, Schnitzer und Volkskünstler                                                                 |       |       |
| 19. Dezember | Jorge Pardón                          | peruanischer Fußballtorwart                                                                                     | 72    |       |
| 19. Dezember | Stefan Plaimauer                      | österreichischer Politiker (SPÖ), Landtagsabgeordneter, Abgeordneter zum Nationalrat, Mitglied des Bundesrates  | 81    |       |
| 19. Dezember | Walter Rösch                          | deutscher Jurist                                                                                                | 74    |       |
| 19. Dezember | Nellie Tayloe Ross                    | US-amerikanische Politikerin, Gouverneurin von Wyoming                                                          | 101   |       |
| 19. Dezember | Jacques Tourneur                      | US-amerikanischer Filmregisseur französischer Abstammung                                                        | 73    |       |
| 20. Dezember | Gerhard Buchda                        | deutscher Rechtshistoriker                                                                                      | 76    |       |
| 20. Dezember | Marie-Luise Cavallar von Grabensprung | österreichische Schriftstellerin und Rezitatorin                                                                | 88    |       |
| 20. Dezember | André Marie Charue                    | belgischer Geistlicher, Bischof von Namur in Belgien                                                            | 79    |       |
| 20. Dezember | Walter Drechsel                       | deutscher Ingenieur, Unternehmer und Politiker (FDP), MdB                                                       | 75    |       |
| 20. Dezember | Friedrich Drenckhahn                  | deutscher Mathematiker und Erziehungswissenschaftler                                                            | 83    |       |
| 20. Dezember | Wilbert Ellis                         | US-amerikanischer Blues-Sänger und -Pianist                                                                     | 63    |       |
| 20. Dezember | Ernst Kintzinger                      | deutscher Politiker (parteilos), MdL                                                                            | 76    |       |
| 20. Dezember | Taqī ad-Dīn an-Nabhānī                | Gründer der Hizb ut-Tahrir                                                                                      |       |       |
| 20. Dezember | Maria Otto                            | erste in Deutschland zugelassene Rechtsanwältin                                                                 | 85    |       |
| 20. Dezember | Otto Sartorius                        | deutscher Önologe                                                                                               | 85    |       |
| 20. Dezember | Henry Tandey                          | britischer Soldat, Träger des Victoria Cross                                                                    | 86    |       |
| 21. Dezember | Seán Keating                          | irischer Maler                                                                                                  | 88    |       |
| 21. Dezember | Ludwig Kühn                           | deutscher Kommunist, MdV                                                                                        | 84    |       |
| 21. Dezember | Karl Otto Schmidt                     | deutscher Esoteriker, Neugeistler und Buchautor                                                                 | 73    |       |
| 22. Dezember | Rosette Anday                         | österreichische Opernsängerin (Mezzosopran)                                                                     | 74    |       |
| 22. Dezember | Johann Nepomuk David                  | österreichischer Komponist                                                                                      | 82    |       |
| 22. Dezember | Agathe Dyvrande-Thévenin              | französische Juristin                                                                                           | 92    |       |
| 22. Dezember | Karl John                             | deutscher Bühnen- und Filmschauspieler                                                                          | 72    |       |
| 22. Dezember | Lotte Schöne                          | österreichische Opern- und Liedersängerin (Sopran)                                                              | 84    |       |
| 22. Dezember | Frank Thiess                          | deutscher Schriftsteller                                                                                        | 87    |       |
| 22. Dezember | Ernst Waldbrunn                       | österreichischer Schauspieler und Kabarettist                                                                   | 70    |       |
| 22. Dezember | Fritz Werner                          | deutscher Komponist und Kirchenmusiker                                                                          | 79    |       |
| 23. Dezember | Philipp Etter                         | Schweizer Politiker                                                                                             | 86    |       |
| 23. Dezember | Karl August Orf                       | deutscher Garten- und Landschaftsarchitekt                                                                      | 65    |       |
| 23. Dezember | Eberhard Tacke                        | deutscher Historiker, Geograph und Papierforscher                                                               | 67    |       |
| 23. Dezember | Marie Unna                            | deutsche Dermatologin                                                                                           | 96    |       |
| 23. Dezember | Philipp Vielhauer                     | deutscher evangelisch-lutherischer Theologe                                                                     | 63    |       |
| 24. Dezember | Samael Aun Weor                       | Philosoph, Anthropologe, Psychologe und neuzeitlicher Esoterist                                                 | 60    |       |
| 24. Dezember | Walter Flemming                       | deutscher Metallgestalter, Goldschmied, Bildhauer und Restaurator                                               | 81    |       |
| 24. Dezember | Mario Imperoli                        | italienischer Filmregisseur und Drehbuchautor                                                                   | 46    |       |
| 24. Dezember | Berthold Kegebein                     | deutscher Fotograf                                                                                              | 83    |       |
| 24. Dezember | Aenne Mangold                         | deutsche Caritasschwester                                                                                       |       |       |
| 24. Dezember | Hermann Ott                           | deutscher Amtshauptmann und Oberkreisdirektor                                                                   | 82    |       |
| 24. Dezember | Peruchín                              | kubanischer Pianist, Komponist und Arrangeur                                                                    | 63    |       |
| 24. Dezember | Albert Theodore Poffenberger          | US-amerikanischer Psychologe                                                                                    | 92    |       |
| 24. Dezember | Adolf Poschmann                       | deutscher Pädagoge, Heimatforscher und Sachbuchautor                                                            | 92    |       |
| 24. Dezember | Edmund Veesenmayer                    | nationalsozialistischer Kriegsverbrecher                                                                        | 73    |       |
| 24. Dezember | Juan Velasco Alvarado                 | peruanischer Politiker, Militärherrscher Perus (1968–1975)                                                      | 67    |       |
| 25. Dezember | Charlie Chaplin                       | britischer Komiker, Schauspieler, Schnittmeister, Regisseur, Komponist, Drehbuchautor und Filmproduzent         | 88    |       |
| 25. Dezember | Eguchi Takaya                         | japanischer Tänzer                                                                                              | 77    |       |
| 25. Dezember | Bernard Gregory                       | französischer Physiker und Generaldirektor des CERN sowie des CNRS                                              | 58    |       |
| 25. Dezember | Adolf Hieber                          | deutscher Musikverleger, Zweiter Bürgermeister der Stadt München                                                | 79    |       |
| 25. Dezember | Frank P. Keller                       | US-amerikanischer Filmeditor                                                                                    | 64    |       |
| 25. Dezember | Walter König                          | deutscher NDPD-Funktionär, MdV, thüringischer Finanzminister                                                    | 84    |       |
| 25. Dezember | Willi Layh                            | deutscher Schulleiter und Schriftsteller                                                                        | 74    |       |
| 25. Dezember | Ahmad Mogharebi                       | iranischer General und Spion des KGB                                                                            |       |       |
| 25. Dezember | Karl Ott                              | deutscher Jurist, Verwaltungsbeamter und Politiker (GB/BHE), MdL                                                | 86    |       |
| 25. Dezember | József Reményi                        | ungarischer Bildhauer und Medailleur                                                                            | 90    |       |
| 25. Dezember | Heinrich Scharp                       | deutscher Journalist, Historiker und Vertreter des Politischen Katholizismus                                    | 78    |       |
| 25. Dezember | Harald Strøm                          | norwegischer Eisschnellläufer und Fußballspieler                                                                | 80    |       |
| 25. Dezember | Friedrich Witte                       | deutscher Eisenbahningenieur                                                                                    | 77    |       |
| 26. Dezember | Henk Angenent                         | niederländischer Fußballspieler und -trainer                                                                    | 47    |       |
| 26. Dezember | Felix Benzler                         | deutscher Diplomat                                                                                              | 86    |       |
| 26. Dezember | Albert Christel                       | deutscher Lehrer und Autor                                                                                      | 70    |       |
| 26. Dezember | Helmuth Harries                       | deutscher Politiker (CDU), MdA                                                                                  | 75    |       |
| 26. Dezember | Howard Hawks                          | US-amerikanischer Regisseur der klassischen Ära Hollywoods                                                      | 81    |       |
| 26. Dezember | Karl Küpfmüller                       | deutscher Elektrotechniker                                                                                      | 80    |       |
| 26. Dezember | William L. Langer                     | US-amerikanischer Historiker                                                                                    | 81    |       |
| 26. Dezember | Ivan Řezáč                            | tschechischer Komponist                                                                                         | 53    |       |
| 26. Dezember | Walther Scheidig                      | deutscher Kunsthistoriker                                                                                       | 75    |       |
| 26. Dezember | Hans Wunderlich                       | deutscher Journalist und Politiker (SPD), MdPR                                                                  | 78    |       |
| 27. Dezember | Dimityr Angelow                       | bulgarischer Schriftsteller                                                                                     | 73    |       |
| 27. Dezember | Adolf Clos                            | deutscher Landwirt und Landtagsabgeordneter                                                                     | 81    |       |
| 27. Dezember | Giovanni Mardersteig                  | deutsch-italienischer Verleger, Typograf, Buch- und Schrifthistoriker                                           | 85    |       |
| 27. Dezember | Voldemar Panso                        | sowjetischer Filmschauspieler, Drehbuchautor und Pädagoge                                                       | 57    |       |
| 27. Dezember | Magdalene Rieck                       | deutsche Tennisspielerin und Sportfunktionärin                                                                  | 85    |       |
| 27. Dezember | Joseph Rinaldini                      | österreichischer Komponist und Musikschriftsteller                                                              | 84    |       |
| 27. Dezember | Carla Rust                            | deutsche Schauspielerin                                                                                         | 69    |       |
| 27. Dezember | Paul Schmid                           | deutscher Schriftsteller                                                                                        | 82    |       |
| 28. Dezember | Sam T. Brown                          | US-amerikanischer Jazzgitarrist                                                                                 | 38    |       |
| 28. Dezember | Charlotte Greenwood                   | US-amerikanische Schauspielerin                                                                                 | 87    |       |
| 28. Dezember | Kurt Groß                             | österreichischer Politiker (NSDAP), Landtagsabgeordneter                                                        | 65    |       |
| 28. Dezember | Heinz Kluth                           | deutscher Soziologe                                                                                             | 56    |       |
| 28. Dezember | Karl Tekusch                          | österreichischer Fußballspieler sowie Hochschullehrer für Deutsch und Französisch                               | 87    |       |
| 28. Dezember | Kurt Vyth                             | niederländischer Unternehmer, Sportmäzen und Sportpromoter                                                      | 67    |       |
| 28. Dezember | Richard Walzel                        | österreichischer Montanist und Hochschullehrer                                                                  | 82    |       |
| 29. Dezember | Friedrich Beißner                     | deutscher Germanist                                                                                             | 72    |       |
| 29. Dezember | Fifi Kreutzer                         | deutsche Malerin                                                                                                | 86    |       |
| 29. Dezember | Hugo Lahtinen                         | finnischer Leichtathlet                                                                                         | 86    |       |
| 29. Dezember | Dietrich von Mirbach                  | deutscher Diplomat                                                                                              | 70    |       |
| 29. Dezember | Bertha Wiegandt                       | deutsche Malerin                                                                                                | 88    |       |
| 30. Dezember | Leonardo Bonzi                        | italienischer Sportler, Dokumentarfilmer und Produzent                                                          | 75    |       |
| 30. Dezember | Katherine Garrison Chapin             | US-amerikanische Schriftstellerin                                                                               | 87    |       |
| 30. Dezember | Hossein Ghods-Nachai                  | iranischer Dichter, Politiker und Diplomat                                                                      |       |       |
| 30. Dezember | Karl Prochaska                        | österreichischer Eisschnellläufer                                                                               | 63    |       |
| 30. Dezember | Fritz Pudor                           | deutscher Wirtschaftsjournalist und Verleger                                                                    | 78    |       |
| 30. Dezember | Nikolaus Röslmeir                     | deutscher Bildhauer                                                                                             | 76    |       |
| 30. Dezember | Thornell Schwartz                     | US-amerikanischer Jazzgitarrist                                                                                 | 50    |       |
| 30. Dezember | St. Louis Jimmy Oden                  | US-amerikanischer Jazzpianist, Arrangeur und Songwriter                                                         | 74    |       |
| 30. Dezember | Paul Wolf                             | deutscher Politiker (SPD), MdL                                                                                  | 57    |       |
| 31. Dezember | Paul Ackerman                         | US-amerikanischer Musikredakteur                                                                                | 68    |       |
| 31. Dezember | Robert Humphreys                      | US-amerikanischer Politiker                                                                                     | 84    |       |
| 31. Dezember | Willie Jones                          | US-amerikanischer R&B- und Jazz-Pianist                                                                         | 57    |       |
| 31. Dezember | Alfons Lob                            | deutscher Chirurg, Röntgenologe sowie Hochschullehrer                                                           | 77    |       |
| 31. Dezember | Hans Rothe                            | deutscher Schriftsteller, Dramaturg und Übersetzer                                                              | 83    |       |
| 31. Dezember | Sabah al-Salim as-Sabah               | Scheich von Kuwait                                                                                              | 64    |       |
| 31. Dezember | Karl Suter                            | Schweizer Autor, Theater- und Filmregisseur                                                                     | 51    |       |
| Dezember     | Georg Gries                           | deutscher Kaufmann, Leiter der Behindertenwerkstatt                                                             |       |       |
| Dezember     | Jean-Pierre Vermetten                 | belgischer Schwimmer und Wasserballspieler                                                                      |       |       |